# Strada statale 731 Bretella di Castellammare del Golfo
La strada statale 731 Bretella di Castellammare del Golfo (SS 731), già nuova strada ANAS 350 Bretella di Castellammare del Golfo, è una strada statale italiana che collega l'A29 Palermo-Mazara del Vallo con l'abitato di Castellammare del Golfo.

## Descrizione
La strada ha origine dallo svincolo di Castellammare del Golfo sull'A29 Palermo-Mazara del Vallo. Si presenta come una strada a carreggiata unica priva di incroci a raso, sulla quale insistono due svincoli. La strada termina infine sulla viabilità ordinaria nei pressi di Castellammare del Golfo.
Inizialmente l'infrastruttura fu compresa nella rete autostradale in qualità di area di svincolo, come testimoniato da alcune segnaletiche con sfondo verde presenti lungo il percorso. Nel 2011 ha ottenuto la classificazione provvisoria di nuova strada ANAS 350 Bretella di Castellammare del Golfo (NSA 350), mentre nel 2012 è avvenuta la classificazione definitiva attuale col seguente itinerario: "Svincolo con l'A29 presso Castellammare del Golfo - Castellammare del Golfo" .

### Tabella percorso
| Bretella di Castellammare del Golfo |                                                                |      |           |
| Tipo                                | Indicazione                                                    | ↓km↓ | Provincia |
|                                     | Palermo-Mazara del Vallo (Svincolo di Castellammare del Golfo) | 0,0  | TP        |
|                                     | per Alcamo                                                     | 0,6  | TP        |
|                                     | Contrada Molinello                                             | 1,9  | TP        |
|                                     | Alcamo Marina Castellammare del Golfo                          | 3,1  | TP        |
|                                     | Castellammare del Golfo di Castellammare del Golfo             | 3,3  | TP        |